# 日本副眶棘鱸
日本副眶棘鱸，又稱雙帶赤尾冬，為輻鰭魚綱鱸形目金線魚科的其中一個種。

## 分布
本魚分布於西太平洋區，包括日本、臺灣、菲律賓及印尼東部等海域。

## 深度
水深10至100公尺。

## 特徵
本魚體側扁，體高較高，魚體背部為紅色，體側具2條黃色縱帶，腹部銀白色，尾鰭凹形。背鰭硬棘10枚、軟條9枚；臀鰭硬棘3枚、軟條7枚。體長可達10公分。

## 生態
本魚棲息在礁沙混合區或礁岩外圍沙地，游泳方式特殊，以一停一動的方式活動，屬肉食性，以甲殼類為主。

## 經濟利用
可做為觀賞魚。